# جوزيف دي لا فيغا
جوزيف دي لا فيغا (بالإسبانية: José Penso de la Vega)‏ هو اقتصادي وكاتب وشاعر هولندي وإسباني، ولد في 1650 في مقاطعة قرطبة في إسبانيا، وتوفي في 13 نوفمبر 1692 في أمستردام في هولندا.

## وصلات خارجية
- الموقع الرسمي